# Monstrum (zespół muzyczny)
Monstrum – polska grupa muzyczna wykonująca heavy metal.
Powstała 1994 roku w Rzeszowie z inicjatywy Mariusza Waltosia (śpiew), Wacława Dudka (gitara), Tomasza Maternowskiego (gitara basowa) oraz Piotra Kubasa (perkusja), w tym składzie grupa nie zrealizowała żadnego materiału.
Około 1996 roku z grupy odszedł Tomasz Maternowski, jego obowiązki przejmuje wokalista Mariusz Waltoś, ponadto dołączył drugi gitarzysta Paweł Guzek.
W 1997 roku z grupy odchodzi Piotr Kubasa którego zastąpił Wojciech Bartnik. Grupa tego samego roku wystąpiła m.in. na Dedal Rock Festiwal w Mielcu oraz przed licznie zgromadzoną publicznością na rzeszowskich juwenaliach. Rok później grupa zrealizowała pierwszy materiał demo, nagrany dzięki nagrodzie pieniężnej tytułem nagrody publiczności jaką otrzymali podczas Dedal Rock Festiwal. Demo 98 bo taki tytuł nosił materiał, zrealizowano w RSC Recording Studio.
W 1999 roku grupa dzięki wsparciu lokalnej stacji radiowej, wystąpiła poprzedzając koncert grupy Quo Vadis. Tego samego roku grupa ponownie wystąpiła na Dedal Rock Festiwal, plasując się na pierwszym miejscu. Rok później grupę opuszcza Wojciech Bartnik którego zastąpił Szymon Antkowicz. Na początku 2001 roku zespół opuścił Paweł Guzek, po długich poszukiwaniach jego miejsce zajmuje Marcin Habaj.
W takim składzie grupa zarejestrowała zawierające trzy utwory Demo 2002. Tego samego roku grupę opuścił Szymon Antkowicz, którego miejsce zajął Przemysław Rzeszutek. We wrześniu 2003 roku w ramach otrzymanej nagrody, tym razem za występ na Festiwalu Muzyków Podkarpacia, organizowanym przez rzeszowskie kino "Rejs", zespół realizuje nowy utwór pt. "Wolności smak", do którego nakręcony został teledysk. Całość wydana w 2004 roku jak singel pod tym samym tytułem.
W 2004 roku grupa w poszerzonym składzie o trzeciego gitarzystę którym został Damian Zając, rozpoczęła pracę na debiutanckim zatytułowanym Za horyzontem ciszy, nad którym prace ukończono w maju. 6 listopada tego samego roku w rzeszowskim klubie "Rejs" odbył się jubileuszowy koncert z okazji dziesięciolecia działalności zespołu. Koncert był zarazem premierą debiutanckiego albumu, który zyskał pozytywne recenzje w prasie.
W połowie 2005 roku z grupy odchodzi Wacław Dudek, którego zastępuje Miłosz Kościółek, ponadto z gry na gitarze basowej zrezygnował Mariusz Waltoś na rzecz śpiewu. Nowym basistą grupy został Tomasz Guzek brat byłego gitarzysty Monstrum Pawła Guzka. W nowym składzie grupa wystąpiła m.in. na Conquer Festiwal 2005 w ramach Dni Metalu w Malborku, Merciless East Estival II oraz na przeglądzie zespołów rockowych RockAutostrada, gdzie zespół zajął IV miejsce.
Po kilku miesiącach nieobecności do zespołu powrócił Wacław Dudek. Z którym to już grupa wystąpiła poprzedzając koncert zespołu Dżem podczas pleneru pod nazwą Żegnaj lato na ro(c)k!. natomiast, pod koniec roku 3 grudnia, grupa wygrała przegląd muzyczny GO ROCK w Stalowej Woli. Rok później, już z nowym basistą Tomaszem Trzpisem grupa rozpoczęła realizację kolejnego albumu zatytułowanego VIII Dzień Tygodnia. Premiera nowej płyty miała miejsce 5 stycznia 2007 roku. 10 kwietnia za sprawą firmy FONOGRAFIKA album "VIII Dzień Tygodnia" trafił na półki sklepów muzycznych w całym kraju.
Zespół pracuje nad teledyskiem do utworu "Krzyż", a jego realizacją zajmie się ekipa z Lublina – Fabryczna Art, mająca na swym koncie produkcje dla Acid Drinkers, czy Happysad. 16 maja 2007 roku zespół ogłasza, że dotychczasowy basista, Tomasz Trzpis, został zastąpiony przez Kamila Śliwińskiego. Pierwszy koncert z nowym członkiem odbędzie się 16 czerwca w Przeworsku. Po definitywnym opuszczeniu załogi przez Wacława Dudka jego miejsce zajmuje Jacek Mazurek. Przełom 2009/2010 to prace w studio nad 3 płyta zespołu.
Na początku lutego 2011 roku, Bożena Kwasnowska - Krok, poinformowała, że z dniem 7 lutego br. zespół MonstruM zawiesza działalność koncertową na co najmniej 6 miesięcy, z powodów personalnych. Po usunięciu z zespołu trzech gitarzystów do zespołu powracają Wacław Dudek i Paweł Guzek. Wiosną 2011 roku grupa nagrywa trzy utworowe promo. Rok później w rzeszowskim studiu underground zespół rejestruje pełny materiał do czwartego albumu. 15 kwietnia 2013 r.  to premiera czwartego w historii zespołu długogrającego albumu pt: Czas.

## Dyskografia
- 1998 Demo 98 (Demo)
- 2002 Demo 2002 (Demo)
- 2004 Wolności Smak (singel)
- 2004 Za horyzontem ciszy (LP)
- 2006 Singel 2006... (singel)
- 2007 VIII Dzień Tygodnia (LP)
- 2010 Imperium Zapomnienia
- 2011 Promo 2011
- 2013 Czas